# Patrycja Kamola
Patrycja Kamola (ur. 8 lipca 1994 w Legnicy) – polska wokalistka, instrumentalistka, kompozytorka i autorka tekstów.
Absolwentka Akademii Muzycznej im. K. Szymanowskiego w Katowicach i Uniwersytetu Zielonogórskiego. Wyróżniona tytułami „Jazzowy Polski Debiut 2017 Roku” i „Osobowość 2017 Roku” w kategorii Kultura. Zdobywczyni „Złotej Płyty” w strefie muzyki niezależnej za autorską płytę „Czekając na miłość”. Laureatka wielu konkursów i festiwali wokalnych.

## Życiorys i działalność artystyczna
Patrycja Kamola jest absolwentką Ogólnokształcącej Szkoły Muzycznej I i II stopnia w Legnicy w klasie klarnetu, studiów licencjackich Wokalistyki jazzowej na kierunku Jazz i muzyka estradowa Uniwersytetu Zielonogórskiego, studiów magisterskich Wokalistyki jazzowej na kierunku Jazz i muzyka estradowa Akademii Muzycznej im. K. Szymanowskiego w Katowicach oraz studiów magisterskich Kompozycji i aranżacji na kierunku Edukacja artystyczna w zakresie sztuki muzycznej Uniwersytetu Zielonogórskiego.
Artystka od 2014 roku stale koncertuje na wielu scenach Polski prezentując swoje autorskie projekty muzyczne, między innymi projekt „Jazz Vocal Night”, którego ukoronowaniem był jej wspólny koncert z Mike Russellem – amerykańskim gitarzystą oraz zdobywcą statuetki Grammy oraz projekt  „Blues Vocal Night”, do udziału którego zaprosiła Jacka J.J. Jagusia - zdobywcę tytułu „najlepszego gitarzysty bluesowego w Polsce”. Wokalistka występowała również z legendarną gitarzystką Michaela Jacksona - Jennifer Batten, a także zainaugurowała XIV Międzynarodowy Festiwal Jazzowy „Krokus Jazz Festiwal”.  W 2016 roku rozpoczęła cykl koncertów z projektem muzycznym „Polskie Złote Przeboje”, który był powrotem do czasów XX – lecia międzywojennego, a także w ramach Ogólnopolskich Zaduszek Jazzowych i Ogólnopolskiego Festiwalu Muzyki Fryderyka Chopina odbywającego się pod Honorowym Patronatem Ministerstwa Kultury i Dziedzictwa Narodowego, prezentowała pieśni i utwory F. Chopina zaaranżowane przez nią w klimacie muzyki jazzowej. Patrycja Kamola występowała również na Międzynarodowym Festiwalu Jazzowym „Róże Jazz Festival” prezentując program ze swojej autorskiej płyty „Czekając na miłość” oraz była współtwórcą cyklicznych spotkań muzycznych „Vincero z muzyką i poezją”. Jej współpraca z Brianem Fentressem – amerykańskim wokalistą zwanym „Ambasadorem Muzyki Gospel w Polsce” oraz Gabrielem Fleszarem - idolem młodzieży lat 90., zaowocowała w 2019 roku wydaniem przez Patrycję Kamola kolejnej autorskiej płyty „Nadejdzie lepszy czas”, z której piosenki znalazły się na wielu ogólnopolskich listach przebojów.

## Działalność pedagogiczna
Jako pedagog wokalny, Patrycja Kamola prowadzi zajęcia śpiewu, emisji głosu i logopedii, a także warsztaty wokalne oraz zajęcia z teorii muzyki, współpracując z wieloma renomowanymi ośrodkami szkolnymi w Polsce. Wokalistka zasiada również w jury wielu festiwali muzycznych i wokalnych. Trzykrotnie – w latach 2018, 2019 i 2020 – została Honorowym Ambasadorem Ogólnopolskiego Konkursu „Lodołamacze” odbywającego się pod Honorowym Patronatem Małżonki Prezydenta RP Pani Agaty Kornhauser – Dudy. Oprócz działalności artystycznej Patrycja Kamola zajmuje się również działalnością społeczną, a za swoje działania na rzecz dzieci, w 2017 roku została odznaczona honorowym medalem „Przyjaciel Dziecka”.

## Nagrody i wyróżnienia
- 2014: Stypendium Rektora Uniwersytetu Zielonogórskiego za działalność artystyczną
- 2015: Stypendium Artystyczne Radnych Miasta Zielona Góra
- 2015: Stypendium Ministra Nauki i Szkolnictwa Wyższego za wybitne osiągnięcia artystyczne - Warszawa[10]
- 2016: Stypendium Artystyczne Radnych Miasta Zielona Góra
- 2016: Stypendium Ministra Nauki i Szkolnictwa Wyższego za wybitne osiągnięcia artystyczne - Warszawa
- 2017: Stypendium Rektora Uniwersytetu Zielonogórskiego za działalność artystyczną
- 2017: Stypendium Ministra Nauki i Szkolnictwa Wyższego za wybitne osiągnięcia artystyczne - Warszawa[11]
- 2017: I miejsce w kategorii Jazz w konkursie fonograficznym „Płytowy Debiut 2016 Roku”
- 2017: Honorowy medal „Przyjaciel Dziecka”
- 2018: Nagroda Prezydenta Miasta Legnica za całokształt działalności artystycznej
- 2018: Laureatka Plebiscytu Medialnego „Osobowość 2017 Roku” w kategorii Kultura
- 2018: Tytuł „Jazzowy Polski Debiut 2017 Roku” jako polska wokalistka jazzowa, nadany przez rozgłośnię radiową Jedynkę - Program I Polskiego Radia

## Dyskografia
W swoim dorobku artystycznym Patrycja Kamola ma udział w sesjach nagraniowych płyt: „Czas na jazz - The Breath of young jazz”, „Młodzi Artyści Śpiewają”, „Wesołych Świąt”, i „Oblicza jazzu”, a w listopadzie 2016 roku wydała swoją autorską solową płytę „Czekając na miłość”, która w strefie niezależnej osiągnęła status Złotej Płyty, a w fonograficznym konkursie „Płytowy Debiut 2016 Roku” wygrała w kategorii Jazz. W czerwcu 2019 roku wokalistka wydała swoją kolejną solową płytę „Nadejdzie lepszy czas”, zawierającą jej autorskie utwory utrzymane w klimacie muzyki rozrywkowej.